# Radio Free Albemuth (album)
Radio Free Albemuth è il primo album solo di Stuart "Stu" Hamm, pubblicato nel 1988.
Il brano che dà titolo all'album è ispirato al romanzo omonimo di Philip K. Dick.

## Tracce
1. Radio Free Albemuth
2. Flow My Tears
3. Dr. Gradus Ad Parnasum
4. Sexually Active
5. Simple Dreams
6. Country Music (A Night In Hell)
7. Moonlight Sonata